# Adolphe Sax

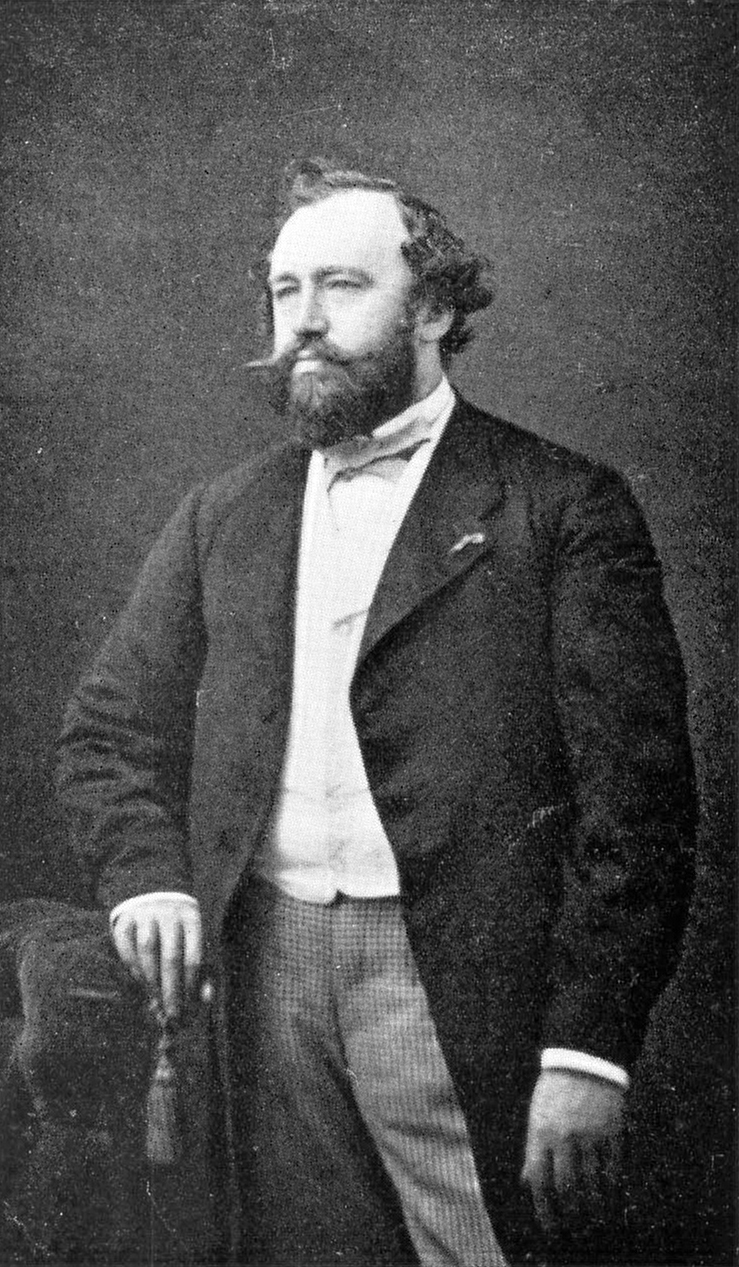
Adolphe Sax

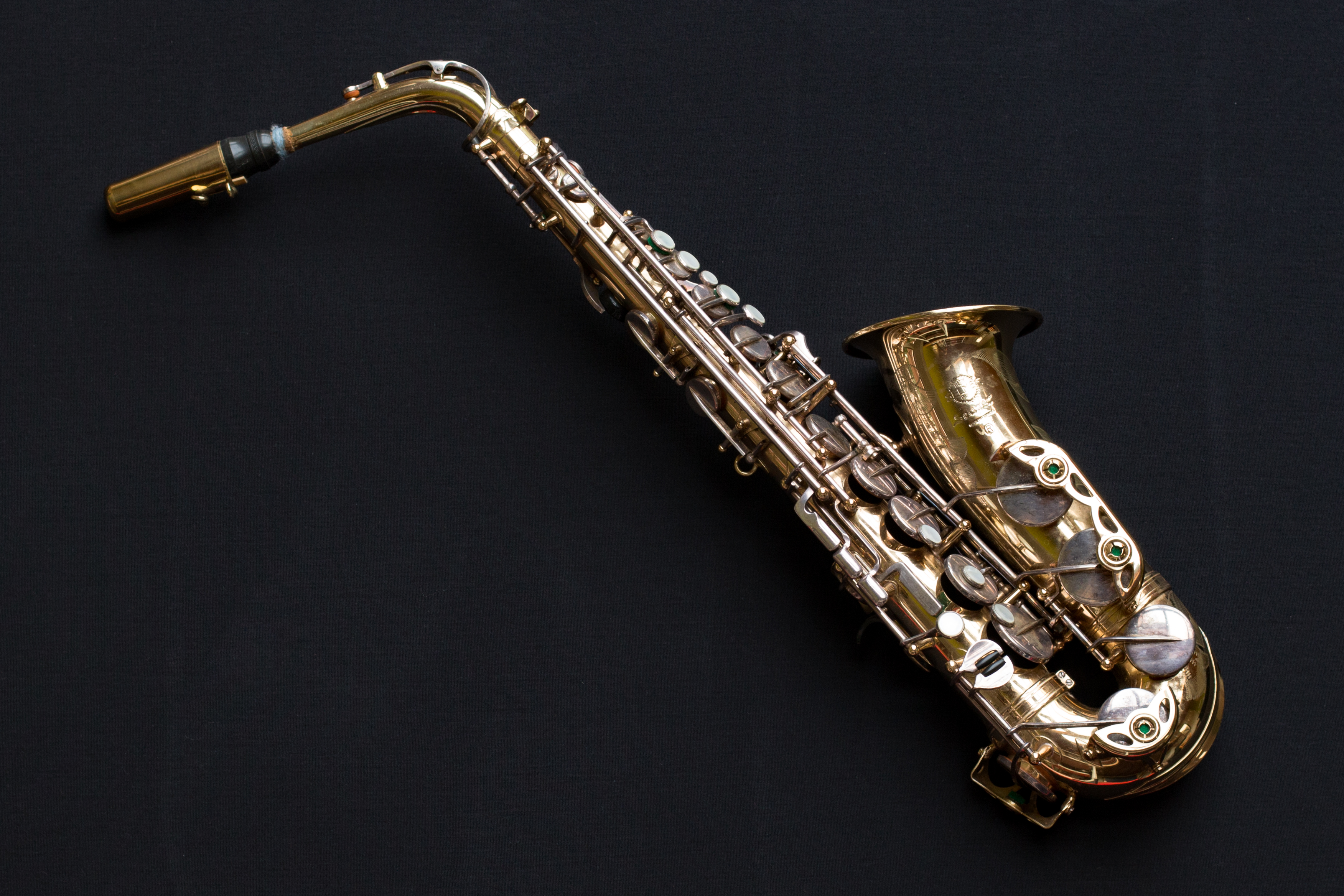
Een saxofoon

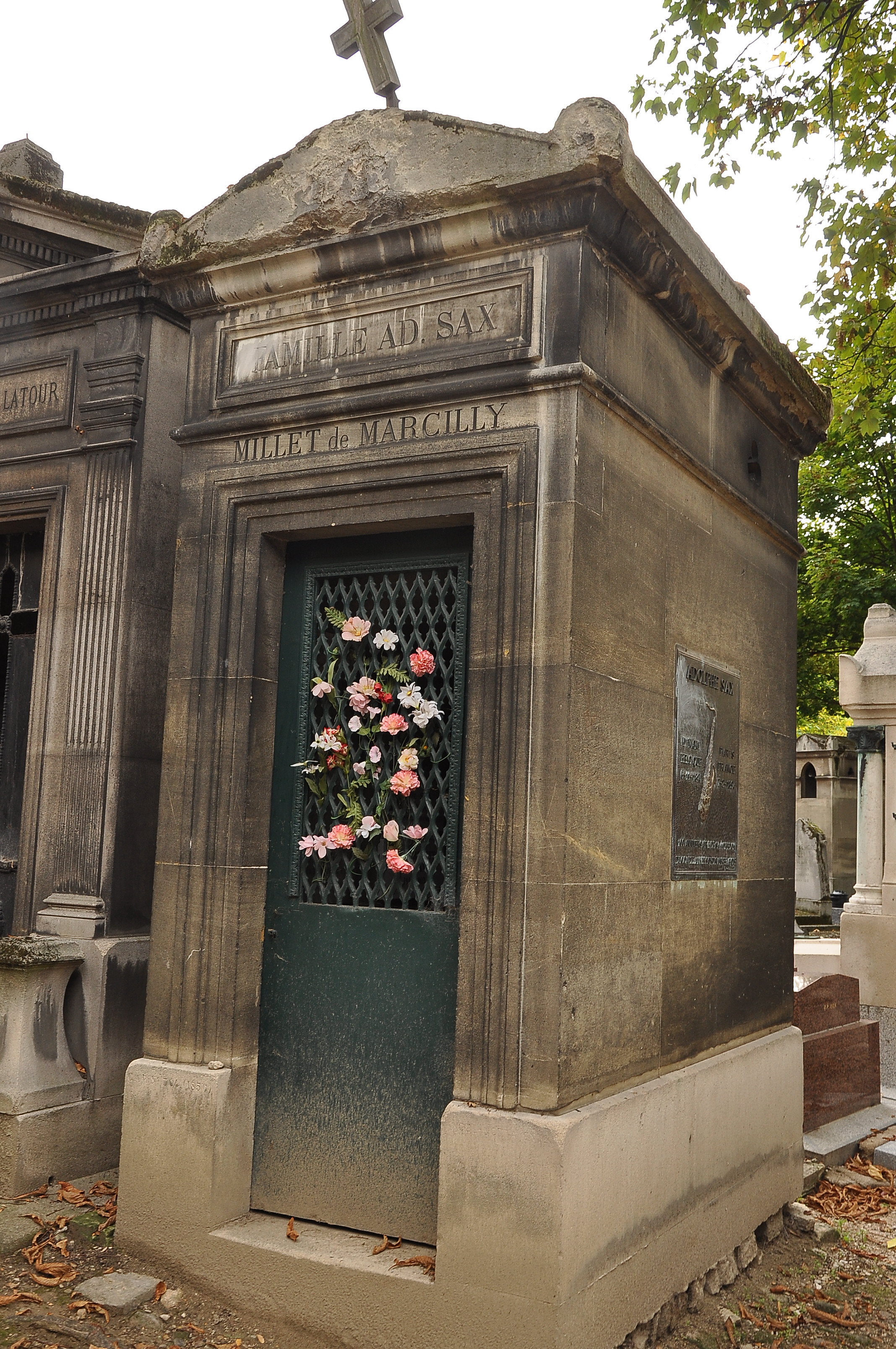
De tombe van Adolphe Sax

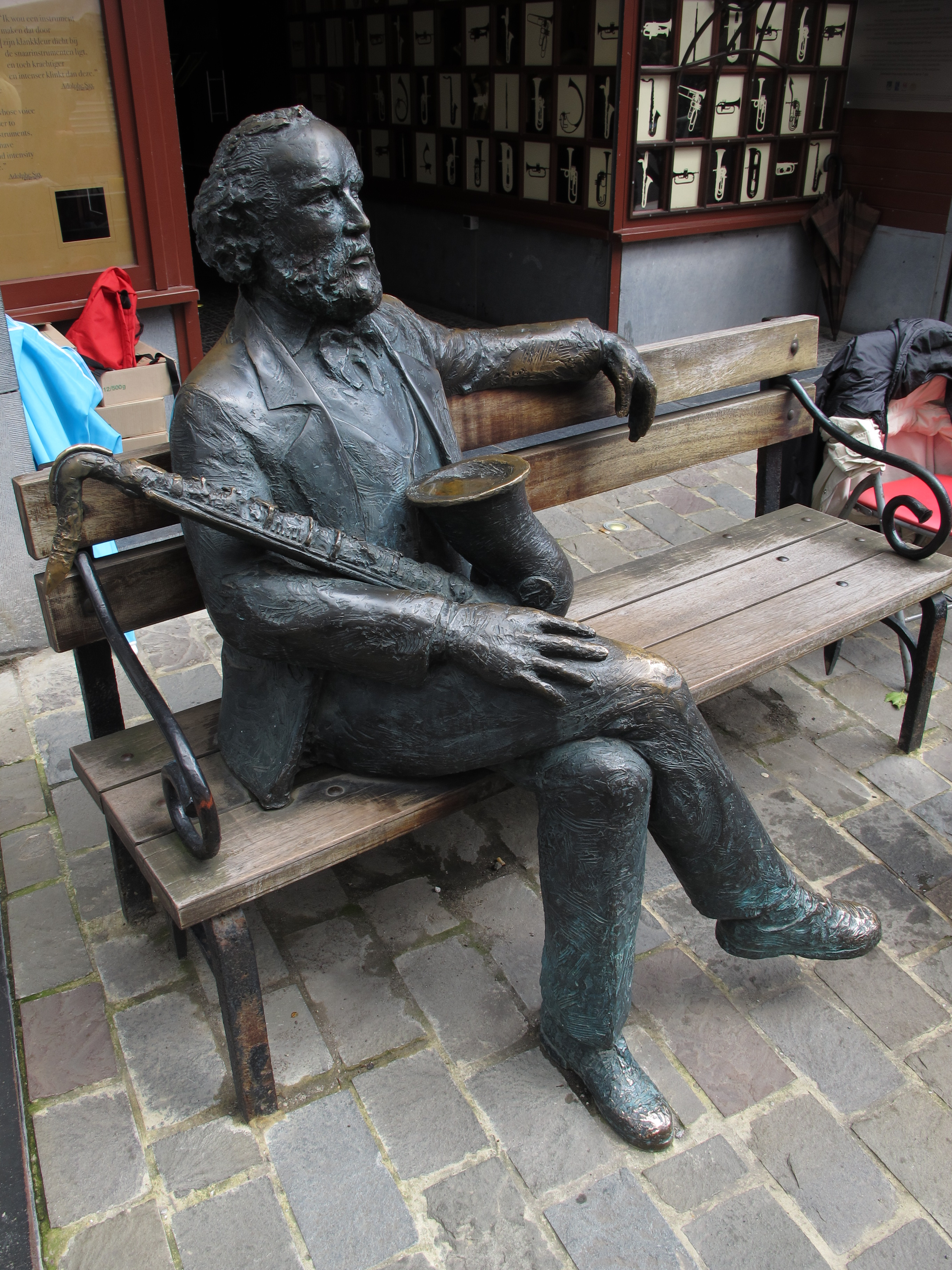
Het standbeeld van Adolphe Sax in Dinant.

Antoine-Joseph Sax, bekend als Adolphe Sax, (Dinant, 6 november 1814 – Parijs, 7 februari 1894) was een Belgische bouwer van muziekinstrumenten. Zijn grootste bekendheid heeft hij te danken aan zijn uitvinding van de saxofoon.

## Biografie
Sax was de oudste zoon van Charles-Joseph Sax (1791-1865), instrumentenbouwer en eigenaar van een fabriek voor blaasinstrumenten in Brussel. Vader Sax was tevens hofleverancier voor het Huis van Oranje ten tijde van het Verenigd Koninkrijk der Nederlanden. Zijn moeder was Marie-Joseph Masson (1791-1861). Adolphe was de oudste van elf kinderen in het gezin waarvan slechts vier ouder dan 25 jaar zouden worden.
Ook het overleven van Sax was geen sinecure. Hij liep van het ene ongeluk in het andere. Als tweejarige viel hij van een trap, bonkte met zijn hoofd op een steen en lag een week in coma. Weinig later overleefde hij in het atelier van zijn vader het drinken van een glas zinksulfaat, dat hij voor melk had aanzien. Ook met loodwit, koperoxide en arsenicum liep hij vergiftigingen op. Hij slikte een naald in, verbrandde zich zwaar aan de stoof en werd door het atelier geblazen door een buskruitontploffing. Een vallende daklei bracht hem nogmaals in coma en op tienjarige leeftijd viste een molenaar hem bewusteloos drijvend uit een rivier. Zijn moeder noemde hem "le revenant" (de teruggekeerde).
Sax begon zijn muzikale opleiding in 1828 aan de Brusselse Koninklijke Muziekschool. Naast deze algemene opleiding volgde hij klarinetlessen; met dat instrument deed hij op 15-jarige leeftijd mee  aan een wedstrijd. Zijn eerste experimenten deed hij met de basklarinet: hij ontwikkelde een nieuw 24-kleppensysteem, dat hij demonstreerde op de Brusselse industrietentoonstelling van 1835 en later patenteerde. Daarna werkte Sax aan de plannen voor een reeks nieuwe instrumenten. Op de Brusselse industrietentoonstelling van 1841 gaf Sax een eerste officiële auditie van zijn creatie: de saxofoon. Maar aangezien de saxofoon nog niet gepatenteerd was, speelde Sax achter een gordijn, zodat niemand kon zien welk instrument die klanken voortbracht. In België kreeg Sax echter niet de erkenning die hij verwachtte. De jury weigerde hem een eerste prijs toe te kennen omdat Sax volgens hen nog te jong was en hij dan later geen hogere waardering zou kunnen ontvangen. Hij antwoordde duidelijk: “Als zij denken dat ik te jong ben voor de gouden medaille, dan vind ik mezelf te oud voor een medaille van vermeil (d.i. verguld zilver).” Hij ging dan ook elders zijn geluk zoeken.

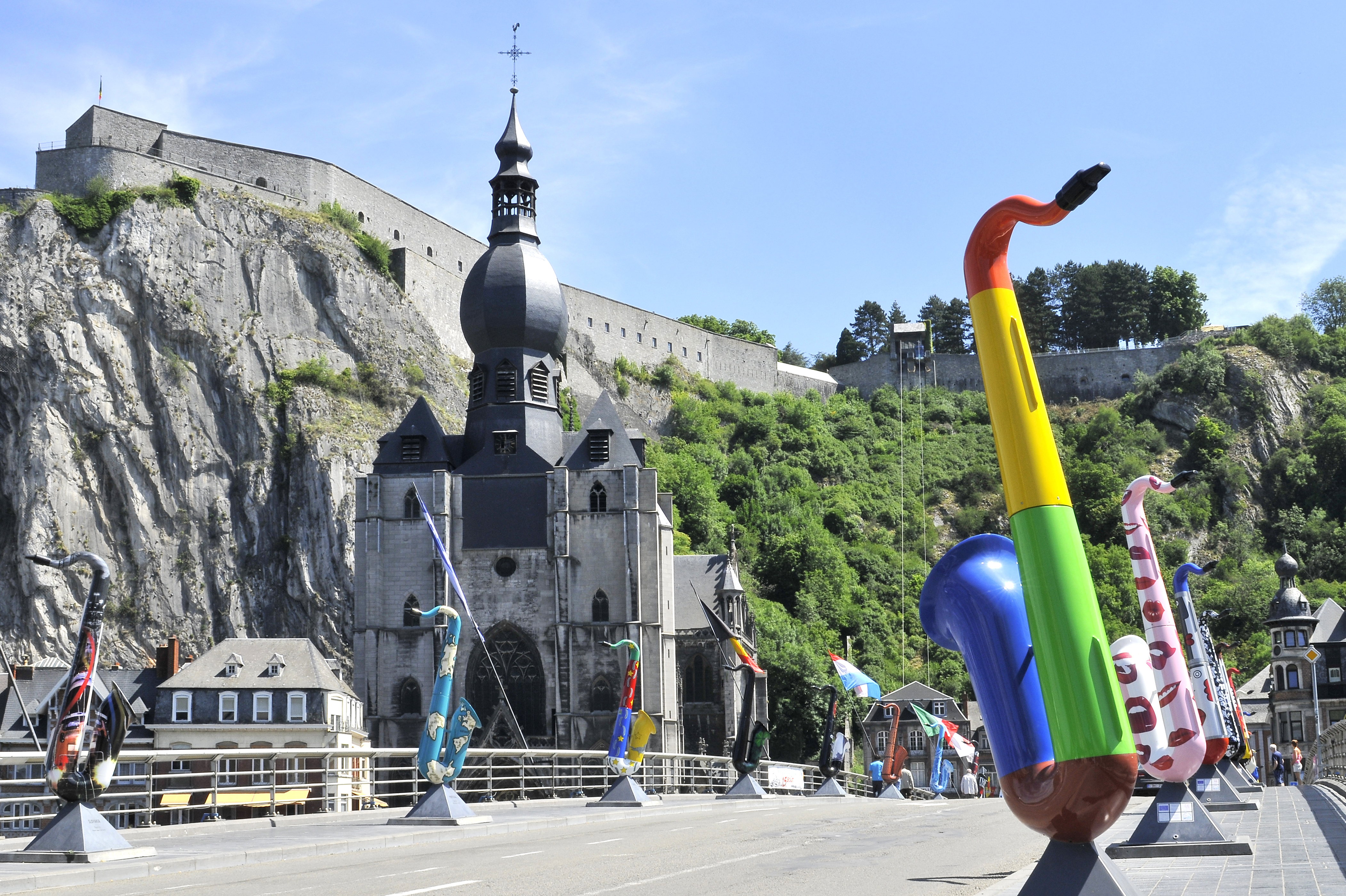
De saxofonen in Dinant, de geboorteplaats van Sax

In 1842 vertrok hij naar Parijs, op verzoek van luitenant-generaal graaf De Rumigny. Deze zag in Sax de geschikte persoon om de Franse militaire muziekkapellen van betere instrumenten te voorzien. In 1843 opende Sax in Parijs, in een oude schuur, zijn eerste instrumentenfabriek: Adolphe Sax & Cie. Zijn productie was op industriële leest geschoeid en op het hoogtepunt van zijn activiteit had hij 200 arbeiders in dienst.

Al een jaar later toonde hij een groot aantal vormgegeven en opzienbarende muziekinstrumenten op een grote Industriële Expositie in Parijs. Een aantal ministeriële decreten bezorgden hem achtereenvolgens een monopolie als leverancier van saxofoons aan de Franse militairen. In 1848, na de Franse omwenteling, werd het decreet, dat zijn saxhoorns van een vaste plaats in de militaire bands verzekerde, ingetrokken. Mede als gevolg van dit alles ging zijn bedrijf in 1852 voor de eerste maal failliet.
In 1853, na de dood van zeven van zijn kinderen, en als gevolg van financiële problemen, voegde Sax senior zich bij zijn zoon in Parijs. Ook Sax' jongere broer had zich al wat eerder als medewerker bij hem gevoegd. Gelukkig voor hem werd in 1854 onder Napoleon III het decreet opnieuw ingevoerd en, mede dankzij de steun van de keizer zelf, kon Sax zijn bedrijf weer verder opbouwen. In 1858 werd Adolphe Sax op welhaast miraculeuze wijze genezen van kanker, dankzij een zwarte dokter die Indische planten gebruikte. Tijdens de Frans-Duitse Oorlog stortte de productie wederom in, deze keer voorgoed. Hierbij werd Sax' persoonlijke instrumentenverzameling, bestaande uit 467 stukken, zelfs openbaar verkocht. Daardoor kwamen zijn enige inkomsten alleen nog uit zijn functie als muzikaal directeur van de Opera, ook omdat inmiddels veel van zijn patenten waren verlopen. Sax overleed begin 1894 op 79-jarige leeftijd in Parijs. Hij was nooit bijzonder rijk geworden. Door de aanhoudende processen liet hij zelfs een berg schulden na, maar hij kreeg wel de erkenning die hem toekwam. Hij werd op Cimetière de Montmartre begraven.
Adolphe Sax was Ridder in de Orde van de Eikenkroon.
Een Bruggeling kreeg de rechten op de naam en bracht in september 2012 een nieuwe saxofoonlijn op de markt onder de merknaam Adolphe Sax & Cie. Er zouden ook plannen zijn om de teloorgegane Belgische saxofoonindustrie nieuw leven in te blazen.

## Trivia

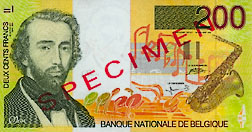
Adolphe Sax op het Belgische bankbiljet van 200 frank

- Sax stond afgebeeld op het Belgische bankbiljet van 200 frank.
- Ter nagedachtenis aan Sax wordt in Dinant een Internationale Saxofoonwedstrijd "Adolphe Sax" gehouden.
- In Dinant is het museum Het Huis van Mijnheer Sax gevestigd, met op de stoep een standbeeld van Adolphe Sax.[10]
- In 2005 eindigde Sax op nummer 12 in de Vlaamse versie van De Grootste Belg en op nummer 20 in de Waalse versie van diezelfde verkiezing.
- Op 6 november 2015 publiceerde Google een Google Doodle ter gelegenheid van de 201ste geboortedag van Sax, met een wereldwijd bereik.

- Biblioteca Nacional de España: XX1300090
- Bibliothèque nationale de France: cb11943831w (data)
- Biografisch Portaal: 45223280
- Catàleg d'autoritats de noms i títols de Catalunya: 981060172608506706
- Gemeinsame Normdatei: 117023531
- International Standard Name Identifier: 0000 0000 8113 9864
- Library of Congress Control Number: nr93029578
- Nationale Bibliotheek van Letland: 000187155
- Base Léonore: LH//2473/41
- MusicBrainz: eb5859cf-017e-486a-86e7-eeb66b26623e
- Nationale Bibliotheek van Tsjechië: xx0099199
- Nationale Bibliotheek van Israël: 987007285951505171
- Nationale Bibliotheek van Polen: a0000001219122
- Nederlandse Thesaurus van Auteursnamen: 124771122
- SNAC: w6gq7s9m
- Système universitaire de documentation: 027384896
- Union List of Artist Names: 500332407
- Virtual International Authority File: 34720954
- WorldCat: E39PCjxb6QmJ7QYkmcxhDTKTVy